# 卡斯特里略德拉瓜雷尼亚
卡斯特里略德拉瓜雷尼亚，是西班牙卡斯蒂利亚-莱昂萨莫拉省的一个市镇。 总面积22平方公里，总人口158人（2001年），人口密度7人/平方公里。